# Nisís Dhaskalió (ö i Grekland, Peloponnesos, lat 38,12, long 22,98)
Nisís Dhaskalió är en ö i Grekland.   Den ligger i regionen Peloponnesos, i den sydöstra delen av landet, 70 km väster om huvudstaden Aten.